# Đội tuyển Davis Cup Djibouti
Đội tuyển Davis Cup Djibouti đại diện Djibouti ở giải đấu quần vợt Davis Cup và được quản lý bởi Liên đoàn quần vợt Djibouti.  Đội chưa thi đấu kể từ năm 2005.

## Lịch sử
Djibouti lần đầu tiên tham gia Davis Cup vào năm 1993.  Họ thua tất cả 45 trận đã thi đấu cho đến hiện tại.